# 114-й меридіан західної довготи
114-й меридіан західної довготи — лінія довготи, що лежить на 114 градусів західніше Гринвіцького меридіана. Вона проходить від Північного полюса через Північний Льодовитий океан, Північну Америку, Тихий океан, Південний океан та Антарктиду до Південного полюса.
114-й меридіан західної довготи формує велике коло разом із 66-тим меридіаном східної довготи.

## Список географічних об'єктів, що перетинає 114° зх. д.
Починаючи на Північному полюсі та рухаючись до Південного полюса, 114-й меридіан західної довготи проходить через:
| Координати                                                   | Країна, територія або море    | Примітки |
| ------------------------------------------------------------ | ----------------------------- | --- |
| 90°0′ пн. ш. 114°0′ зх. д. / 90.000° пн. ш. 114.000° зх. д.  | Північний Льодовитий океан    | |
| 77°57′ пн. ш. 114°0′ зх. д. / 77.950° пн. ш. 114.000° зх. д. | Канада                        | Північно-Західні території — проходить через острів Брок |
| 77°43′ пн. ш. 114°0′ зх. д. / 77.717° пн. ш. 114.000° зх. д. | Протока Баллантайн[en]        | |
| 77°19′ пн. ш. 114°0′ зх. д. / 77.317° пн. ш. 114.000° зх. д. | Північний Льодовитий океан    | Проходить західніше острова Фіцвільям-Оуен[en], Північно-Західні території, Канада                                                                             |
| 76°54′ пн. ш. 114°0′ зх. д. / 76.900° пн. ш. 114.000° зх. д. | Канада                        | Північно-Західні території — проходить через острів Емеральд[en]                                                                                               |
| 76°43′ пн. ш. 114°0′ зх. д. / 76.717° пн. ш. 114.000° зх. д. | Північний Льодовитий океан    | |
| 76°16′ пн. ш. 114°0′ зх. д. / 76.267° пн. ш. 114.000° зх. д. | Канада                        | Північно-Західні території — проходить через острів Мелвілл |
| 75°28′ пн. ш. 114°0′ зх. д. / 75.467° пн. ш. 114.000° зх. д. | Затока Муррей[en]             | |
| 75°3′ пн. ш. 114°0′ зх. д. / 75.050° пн. ш. 114.000° зх. д.  | Затока Ліддон[en]             | |
| 74°47′ пн. ш. 114°0′ зх. д. / 74.783° пн. ш. 114.000° зх. д. | Канада                        | Північно-Західні території — проходить через острів Мелвілл |
| 74°31′ пн. ш. 114°0′ зх. д. / 74.517° пн. ш. 114.000° зх. д. | Протока Мак-Клур              | |
| 73°55′ пн. ш. 114°0′ зх. д. / 73.917° пн. ш. 114.000° зх. д. | Протока Паррі                 | Протока Віконта Мелвілла |
| 73°13′ пн. ш. 114°0′ зх. д. / 73.217° пн. ш. 114.000° зх. д. | Канада                        | Північно-Західні території — проходить через острів Вікторія                                                                                                   |
| 72°48′ пн. ш. 114°0′ зх. д. / 72.800° пн. ш. 114.000° зх. д. | Затока Річарда Коллінсона[en] | |
| 72°38′ пн. ш. 114°0′ зх. д. / 72.633° пн. ш. 114.000° зх. д. | Канада                        | Північно-Західні території — проходить через острів Вікторія                                                                                                   |
| 70°42′ пн. ш. 114°0′ зх. д. / 70.700° пн. ш. 114.000° зх. д. | Затока Принца Альберта[en]    | |
| 70°17′ пн. ш. 114°0′ зх. д. / 70.283° пн. ш. 114.000° зх. д. | Канада                        | Північно-Західні території — проходить через острів Вікторія Нунавут — проходить через острів Вікторія                                                         |
| 69°15′ пн. ш. 114°0′ зх. д. / 69.250° пн. ш. 114.000° зх. д. | Протока Долфін-енд-Юніон      | |
| 68°23′ пн. ш. 114°0′ зх. д. / 68.383° пн. ш. 114.000° зх. д. | Канада                        | Нунавут — проходить через материк |
| 68°14′ пн. ш. 114°0′ зх. д. / 68.233° пн. ш. 114.000° зх. д. | Затока Коронейшн              | |
| 67°58′ пн. ш. 114°0′ зх. д. / 67.967° пн. ш. 114.000° зх. д. | Канада                        | Нунавут — проходить через острови Беренс[en] і материк Північно-Західні території — проходить через Велике Невільниче озеро Альберта — проходить через Калгарі |
| 49°0′ пн. ш. 114°0′ зх. д. / 49.000° пн. ш. 114.000° зх. д.  | США                           | Монтана Айдахо Юта Аризона |
| 32°14′ пн. ш. 114°0′ зх. д. / 32.233° пн. ш. 114.000° зх. д. | Мексика                       | Сонора |
| 31°31′ пн. ш. 114°0′ зх. д. / 31.517° пн. ш. 114.000° зх. д. | Каліфорнійська затока         | |
| 29°34′ пн. ш. 114°0′ зх. д. / 29.567° пн. ш. 114.000° зх. д. | Мексика                       | Проходить через півострів Каліфорнія Нижня Каліфорнія Південна Нижня Каліфорнія                                                                                |
| 26°58′ пн. ш. 114°0′ зх. д. / 26.967° пн. ш. 114.000° зх. д. | Тихий океан                   | |
| 60°0′ пд. ш. 114°0′ зх. д. / 60.000° пд. ш. 114.000° зх. д.  | Південний океан               | |
| 73°51′ пд. ш. 114°0′ зх. д. / 73.850° пд. ш. 114.000° зх. д. | Антарктида                    | Проходить через Землю Мері Берд, на яку жодна країна не претендує                                                                                              |